# Kolondiéba
Kolondiéba ist eine Siedlung und Gemeinde in der Region Sikasso in Mali. Die Gemeinde hat eine Fläche von etwa 1778 Quadratkilometern und umfasst die Siedlung und umliegende Dörfer. Sie ist die Hauptstadt des gleichnamigen Kreises. Bei der Volkszählung 2009 hatte die Gemeinde 53.380 Einwohner.

## Einwohnerentwicklung
Die folgende Übersicht zeigt die Einwohnerzahlen nach dem jeweiligen Gebietsstand seit der Volkszählung 1998.
| Jahr          | Einwohner |
| ------------- | --------- |
| 1998 (Zensus) | 37.945    |
| 2009 (Zensus) | 53.380    |